# Сакко
Сакко (італ. Sacco) — муніципалітет в Італії, у регіоні Кампанія,  провінція Салерно.
Сакко розташоване на відстані близько 300 км на південний схід від Рима, 110 км на південний схід від Неаполя, 65 км на південний схід від Салерно.
Населення — 505 осіб (2014).

## Демографія
Населення за роками:

Станом на 1 січня 2023 року в муніципалітеті офіційно проживало 29 іноземців з 10 країн, серед них 2 громадяни країн Євросоюзу.

## Сусідні муніципалітети
- Корлето-Монфорте
- Лаурино
- П'яджине
- Рошиньо
- Теджано